# عامر أبو حويطي
عامر أبو حويطي (مواليد 23 فبراير 1989) هو لاعب كرة قدم أردني لعب منذ بداية مسيرته في نادي الوحدات كمهاجم. تنقل بين أندية منشية بني حسن، سحاب، اتحاد الرمثا، ويلعب حاليا في نادي الطيبة منذ يناير 2017.